# The Red Hot Chili Peppers (альбом)
The Red Hot Chili Peppers (с англ. — «Красные Острые Перцы Чили») — дебютный студийный альбом американской рок-группы Red Hot Chili Peppers, выпущенный 10 августа 1984 года лейблами EMI America Records и Enigma Records. Альбом был признан первым релизом в жанре фанк-метал, а также назван «маленькой искрой, которая зажгла революцию рэп-рока».
По состоянию на 2007 год было продано около 300 000 копий по всему миру. «Get Up and Jump» был единственным синглом, выпущенным из альбома, а на песню «True Men Don’t Kill Coyotes» было снято музыкальное видео.

## Об альбоме

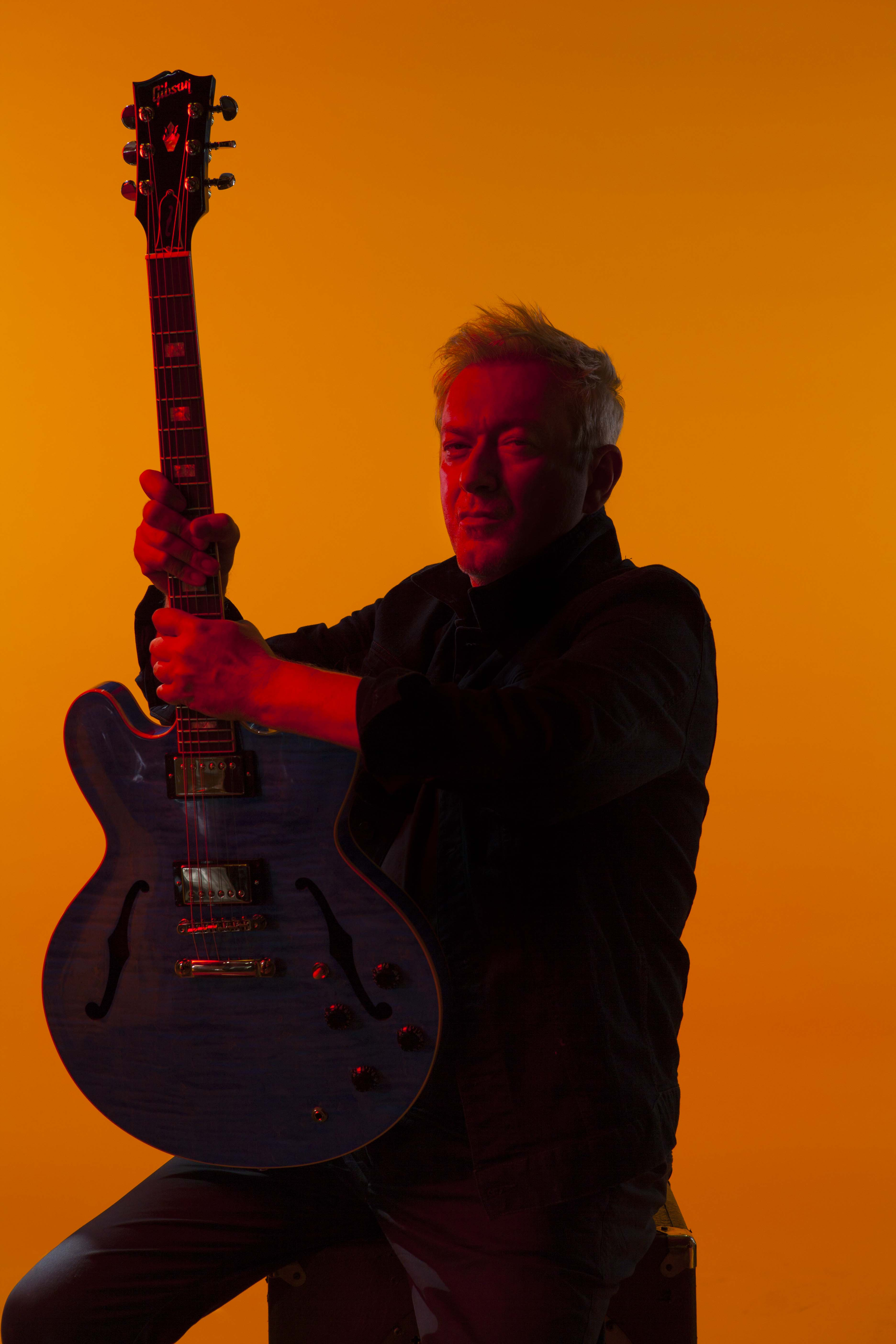
The Red Hot Chili Peppers был спродюсирован гитаристом Gang of Four Энди Гиллом

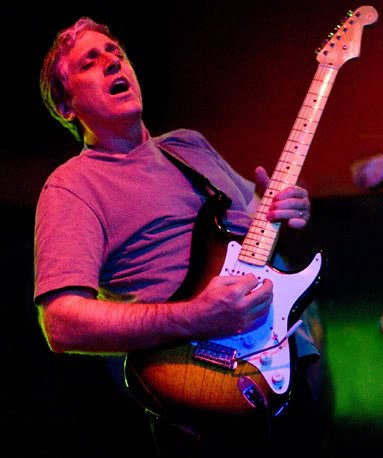
18 августа 2020 года Джек Шерман скончался в возрасте 64 лет; группа выпустила заявление, в котором поблагодарила его за «все времена хорошие, плохие и промежуточные»

The Red Hot Chili Peppers является единственным альбомом группы, где играет гитарист Джек Шерман. Шерман заменял Хиллела Словака, который покинул группу вместе с барабанщиком Джеком Айронсом ещё до записи альбома (оба входили в оригинальный состав Red Hot Chili Peppers). Вскоре после выхода альбома Шермана уволили, и Словак вернулся в группу. В альбоме также представлены остальные участники оригинального состава группы Энтони Кидис на вокале и Фли на басу, а также Клифф Мартинес на барабанах.
Запись альбома проходила не очень гладко, так как продюсер Энди Гилл пытался заставить группу согласиться на «радио-форматный» звук инструментов, с чем группа была не согласна: 

Группа родилась в эру, когда позёрство, статичность и симпатичная мальчуковость была повсюду. Все старались выглядеть так красиво, насколько это возможно, делая при этом худую и пустую музыку. А мы были анти ко всему, что было популярно. Поэтому вести себя как придурки и корчиться было нашим естественным ответом всем этим людям, объявляющим себя совершенством.— Из книги Энтони Кидиса «Scar Tissue»
Участники группы часто конфликтовали с продюсером Энди Гиллом по поводу музыкального направления альбома. Энтони Кидис был разочарован общим звучанием, думая, что ему не хватает сырой энергии как на оригинальной демо-ленте группы 1983 года. В своей автобиографии 2004 года «Scar Tissue» Кидис вспоминал: 

Однажды я мельком увидел записную книжку Гилла, и рядом с песней «Police Helicopter» он написал слово «дерьмо». Я был потрясён тем, что он отмахнулся от этого как от дерьма. «Police Helicopter» было бриллиантом в нашей короне. Он воплощал дух того, кем мы были: этой кинетической, колющей, угловатой, шокирующей атакующей силой звука и энергии. Чтение его записей, вероятно, запечатлело сделку в наших умах, что «хорошо, теперь мы работаем с врагом», он был очень сильно настроен против нас, в особенности Фли и меня. Это стало настоящим сражением, чтобы сделать запись.
Гвен Дикки, более известная под своим сценическим псевдонимом Роуз Норволт (Rose Norwalt), исполняет бэк-вокал в песне «Mommy, Where’s Daddy?» — Дикки была вокалисткой диско/фанк группы Rose Royce 1970-х годов. На живых выступлениях песню, вместо неё, исполнял Фли.
Группа отправилась в изнурительный тур, дав 60 концертов за 64 дня. Во время тура продолжающееся (как в плане музыки, так и в обыденной жизни) напряжение между Кидисом и Шерманом осложнило переход от концертной к повседневной жизни группы. Шерман был уволен в феврале 1985 года. Хиллел Словак, который только что уволился из группы What Is This?, присоединился к Red Hot Chili Peppers в начале 1985 года.

## Отзывы и критика
| Оценки критиков               | Оценки критиков |
| Источник                      | Оценка          |
| ----------------------------- | --------------- |
| AllMusic                      | [ 5 ]           |
| The Rolling Stone Album Guide | [ 12 ]          |
| Sputnikmusic                  | 2/5             |
| The Village Voice             | B–              |

The Red Hot Chili Peppers не попал в чарты Billboard 200, достигнув 201-го места (это означает, что он «пузырился» под основным альбомом чарта в течение восьми недель осенью 1984 года). Альбом получил ротацию на студенческом радио и на MTV, а также создал фан-базу группы, и группа была разочарована результатом, посчитав, что пластинка получилась чрезмерно «отполированной» в плане звучания.
Рецензии на альбом были смешанными, а первый номер журнала Spin дал, по словам Энтони Кидиса из его автобиографии «Scar Tissue», положительный отзыв. Стивен Томас Эрлевайн из AllMusic позже писал, что «их первая попытка не совсем превратилась в сплочённый альбом».
Кидис и Фли на протяжении многих лет говорили, что они предпочитают демо-версии большинства песен, которые были записаны с оригинальным составом с участием Хиллела Словака и Джека Айронса; однако группа признала в различных книгах, что вклад Джека Шермана в группу, особенно его знание фанк- и теории музыки, сыграл важную роль в развитии группы, чего не было со Словаком.

## Список композиций
Слова и музыка всех песен — Энтони Кидис, Фли, Хиллел Словак и Джек Айронс, кроме указанных иначе.
| №                   | Название                                          | Автор(ы)                                | Перевод                              | Длительность |
| ------------------- | ------------------------------------------------- | --------------------------------------- | ------------------------------------ | ------------ |
| 1.                  | «True Men Don't Kill Coyotes»                     | Кидис, Фли, Клифф Мартинез, Джек Шерман | Настоящие Мужчины Не Убивают Койотов | 3:40         |
| 2.                  | «Baby Appeal»                                     | Кидис, Фли, Словак, Мартинез, Шерман    | Детке Нравится                       | 3:41         |
| 3.                  | «Buckle Down»                                     | Кидис, Фли, Мартинез, Шерман            | Возьмись за Ум                       | 3:24         |
| 4.                  | «Get Up and Jump»                                 |                                         | Вставай и Прыгай                     | 2:53         |
| 5.                  | «Why Don't You Love Me» (кавер на Хэнка Уильямса) | Хэнк Уильямс                            | Почему Ты Меня Не Любишь             | 3:27         |
| Общая длительность: | Общая длительность:                               | Общая длительность:                     | Общая длительность:                  | 17:05        |

| №                   | Название                                                                                  | Автор(ы)                                | Перевод                      | Длительность |
| ------------------- | ----------------------------------------------------------------------------------------- | --------------------------------------- | ---------------------------- | ------------ |
| 6.                  | «Green Heaven»                                                                            |                                         | Зелёный Рай                  | 3:59         |
| 7.                  | «Mommy, Where's Daddy?»                                                                   | Кидис, Фли, Мартинез, Шерман            | Мамочка, Где Папочка?        | 3:31         |
| 8.                  | «Out in L.A.»                                                                             |                                         | Снаружи в Лос-Анджелесе      | 2:01         |
| 9.                  | «Police Helicopter»                                                                       |                                         | Полицейский Вертолёт         | 1:16         |
| 10.                 | «You Always Sing the Same» (в некоторых изданиях название сокращено до «You Always Sing») | Кидис, Фли                              | Ты Всегда Поёшь Одно И То Же | 0:19         |
| 11.                 | «Grand Pappy Du Plenty» (инструментал)                                                    | Кидис, Фли, Мартинез, Шерман, Энди Гилл | Дедушка Ду Пленти            | 4:15         |
| Общая длительность: | Общая длительность:                                                                       | Общая длительность:                     | Общая длительность:          | 15:21        |

| №                   | Название                                              | Автор(ы)            | Перевод                    | Длительность |
| ------------------- | ----------------------------------------------------- | ------------------- | -------------------------- | ------------ |
| 12.                 | «Get Up and Jump» (демо)                              |                     |                            | 2:37         |
| 13.                 | «Police Helicopter» (демо)                            |                     |                            | 1:12         |
| 14.                 | «Out in L.A.» (демо)                                  |                     |                            | 1:56         |
| 15.                 | «Green Heaven» (демо)                                 |                     |                            | 3:50         |
| 16.                 | «What It Is» (демо, также известно как «Nina's Song») | Кидис, Фли          | Что Это Такое (Песня Нины) | 3:58         |
| Общая длительность: | Общая длительность:                                   | Общая длительность: | Общая длительность:        | 13:33        |

## Участники записи
| Red Hot Chili Peppers - Энтони Кидис — вокал - Джек Шерман — гитара, бэк-вокал - Фли — бас-гитара, бэк-вокал - Клифф Мартинез — ударные Дополнительный персонал - Кит Барри — аранжировки для валторны и альта - Клифф Брукс — тимбалы и конги - Гвен Дикки — бэк-вокал (1 и 7) - Патрик Инглиш — труба - Кенни Флад — саксофон-тенор - Фил Ранелин — тромбон Продюсирование - Энди Гилл — продюсер - Дэйв Джерден — звукорежиссёр - Кэролин Коллинз — ассистент звукорежиссёра - Роб Стивенс — сведение - Барри Конли — помощник по сведению - Грег Фульгинити — мастеринг Оформление - Гари Пантер — обложка - Эдвард Колвер — фотографии - Говард Розенберг — фотографии - Генри Маркес — арт-директор | Red Hot Chili Peppers - Энтони Кидис — вокал - Хиллел Словак — гитара, ток-бокс (песни 12–16) - Фли — бас-гитара - Джек Айронс — ударные (песни 12–16) Продюсирование - Спит Стикс — продюсер (песни 12–16) - Кевин Флаэрти — продюсер для переиздания - Рон Макмастер — ремастеринг - Кенни Немес — менеджер проекта Оформление - Мишель Аззопарди — арт-директор - Кристин Л. Барнард — дизайн - Джон Динсер — фотоизображение и дополнительный дизайн - Эдвард Колвер — фотографии - Говард Розенберг — фотографии - Архивы EMI — фотографии |